# Tepuibasis fulva
Tepuibasis fulva är en trollsländeart som först beskrevs av James George Needham 1933.  Tepuibasis fulva ingår i släktet Tepuibasis och familjen dammflicksländor. Inga underarter finns listade i Catalogue of Life.